# Жабны (Тверская область)
Жа́бны (Жабна) — село (официально числится деревней) в Фировском районе Тверской области. Относится к Фировскому сельскому поселению. Расположено в 13 километрах (по прямой) к северо-западу от районного центра Фирово. Автобусное сообщение с Фирово (25 км) через деревню Ходуново. К северу от села — река Жабенка, к востоку — торфяные болота.
Население по переписи 2002 года — 27 человек, 11 мужчин, 16 женщин.
В 1997 году — 27 хозяйств, 40 жителей. Отделение совхоза (ЗАО) «Граничное». В Советское время в селе был клуб с библиотекой, магазин, фельдешрско-акушерский пункт, школа. Сохранились две церкви — Нила Столобенского (конец XVIII века) и Николая Чудотворца (1885).

## История
По археологическим данным возникло в конце XII века. Впервые упомянуто в 1441—1442 годах в договоре Новгорода с великим князем литовским Казимиром. В XV—XVII веках Жабна центр Жабенского погоста (волости) Деревской пятины Новгородской земли. В 1860-х годах в селе Жабны — 37 дворов, 259 жителей. В 1897 году Жабны — центр волости и прихода Валдайского уезда Новгородской губернии, 83 двора, 424 жителя, одноклассное училище, фельдшерский пункт, 2 красильни, маслобойный завод, кузница, сапожная мастерская, 3 ярмарки в год. Население в 1914 году — 476 человек (61 двор).

## Известные люди
Здесь родились:
- Преподобный Нил Столобенский, основатель Нило-Столобенской пустыни.
- Поликарп Евстифеевич Евсеев (1853—?), волостной старшина, член III Государственной думы от Новгородской губернии.
- Михаил Алексеевич Матвеев (1914—1944) — лётчик Балтийского флота, Герой Советского Союза (посмертно).